# Slag bij Wagram
De Slag bij Wagram (5-6 juli 1809) was een grote veldslag tussen Franse en Oostenrijkse troepen nabij Deutsch-Wagram in Marchfeld, een laagvlakte net ten noorden van Wenen. Met deze veldslag bracht de Franse keizer Napoleon de Vijfde Coalitieoorlog tot een einde. Het was zijn laatste grote overwinning; latere veldtochten zouden alle in een nederlaag eindigen.
De Slag bij Wagram was de grootste veldslag van de napoleontische oorlogen tot op dat moment. Meer dan 80.000 van de 300.000 soldaten sneuvelden op het slagveld.
In Parijs zijn de Avenue de Wagram en Place de Wagram en het metrostation Wagram naar deze veldslag vernoemd.

## Aanloop
Oostenrijk had in 1805 een vernederende nederlaag geleden tegen Napoleon in de Derde Coalitieoorlog. Samen met de Britten vormde Oostenrijk in 1809 een nieuwe coalitie tegen Frankrijk. Ook de kleine Italiaanse staten Sicilië en Sardinië namen deel aan dit bondgenootschap. Rusland en Pruisen hielden zich neutraal, zodat Oostenrijk grotendeels alleen stond tegen Frankrijk op het Europees continent.
De Oostenrijkse aanval in april, zonder oorlogsverklaring, kwam als een verrassing voor de Fransen. Maar met de komst van Napoleon keerde het tij en werden de Oostenrijkers oostwaarts gedreven. Na een serie Oostenrijkse nederlagen nam Napoleon op 13 mei de Oostenrijkse hoofdstad Wenen in.
Omdat de bruggen over de Donau vernietigd waren, bouwden de Fransen provisorische bruggen bij Wenen en begonnen de rivier over te steken. Met twee derde van het Franse leger aan de noordkant van de rivier viel aartshertog Karel met het Oostenrijkse leger de Fransen aan. In de daaropvolgende veldslag, de Slag bij Aspern-Eßling (21-22 mei), werden de Fransen verslagen waarop ze zich terugtrokken.
Napoleon wachtte op versterkingen en maakte pas zes weken later, op 30 juni, een nieuwe poging om de Donau over te steken.

## Verloop
In de nacht van 4-5 juli stak Napoleon met 190.000 man de provisorische bruggen over die waren aangelegd van het (toenmalige) eiland Lobau in de Donau naar de noordelijke oever. Per ongeluk kregen twee korpsen dezelfde brug toegewezen door Napoleons stafchef Berthier, wat tot een grote opstopping leidde. De Franse korpsen onder bevel van Masséna, Oudinot en Davout waren de volgende dag over de brug heen, terwijl de Saksische troepen onder bevel van Bernadotte zich achteraan sloten. De Franse artillerie bombardeerde de Oostenrijkers in het gebied rond Aspern en Eßling, waarna de Fransen de dorpjes innamen. De Oostenrijkers werden teruggeslagen en rond zonsondergang gaf Napoleon het bevel tot een aanval die de veldslag zou beslissen voordat Oostenrijkse reserves onder bevel van aartshertog Johan het slagveld konden bereiken. De slecht gecoördineerde aanval, door Italiaanse troepen onder bevel van generaal Macdonald, was echter een mislukking. Hierdoor was de veldslag bij het vallen van het donker nog steeds onbeslist.
Bij zonsopgang op 6 juli voerden de Oostenrijkers een schijnaanval uit op de Franse rechterflank, in een poging om de Franse reserves weg te houden van de echte aanval rond Aderklaa. Bij deze schijnaanval werd Bernadottes Saksische korps teruggedrongen. Napoleon gaf hierop het bevel om zijn artillerie batterijen te verenigen tot een enorme Grande Batterie van 112 kanonnen. Hiermee kon de Oostenrijkse aanval tot stand gehouden worden. Met assistentie van Masséna en de Franse cavalerie bleef de Franse linie aan de linkerflank overeind.
De beslissende aanval kwam aan de Franse rechterflank, waar Macdonald met een taartpuntvormige formatie van 8000 man, na zware bajonetgevechten, door het avancerende Oostenrijkse centrum brak, waarbij het Oostenrijkse leger in twee delen spleet. Tijdens deze aanval sneuvelde de Franse cavaleriegeneraal Lasalle.

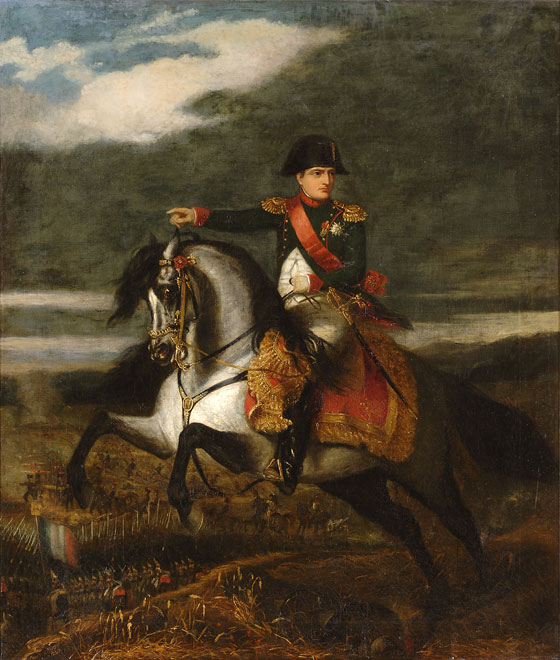
Schilderij van Napoleon tijdens de Slag bij Wagram, 1843
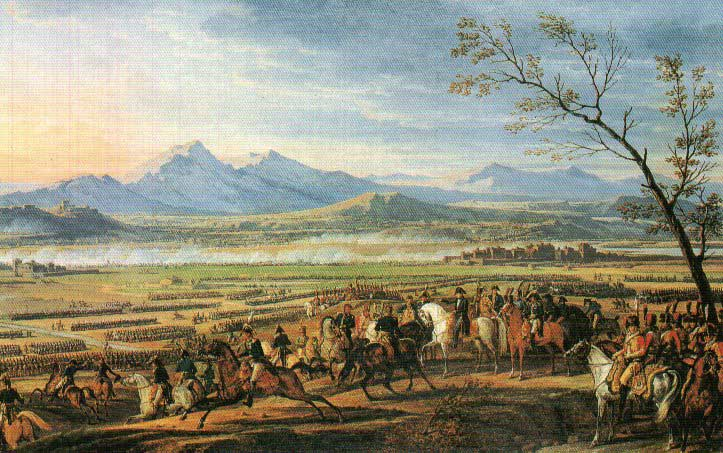
Schilderij van de Slag bij Wagram
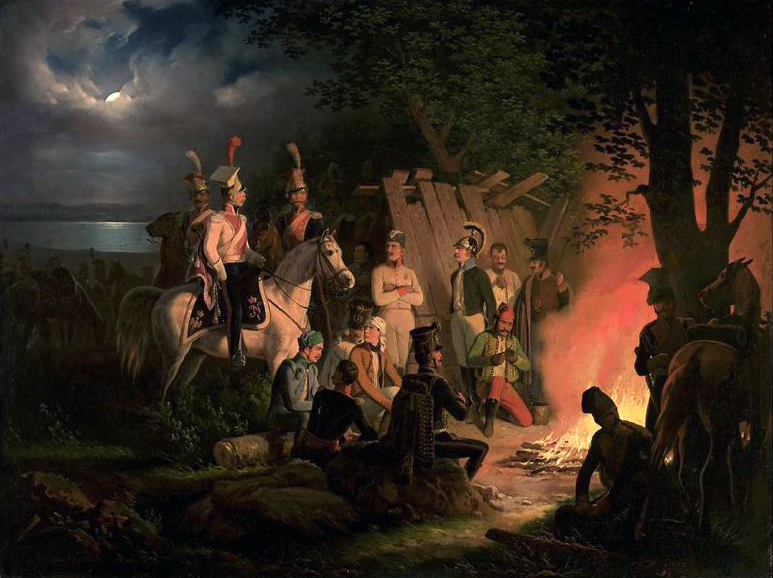
Schilderij van Poolse cavaleriesoldaten tijdens de Slag bij Wagram
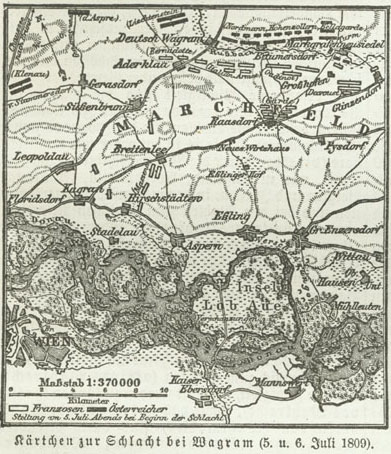
Kaart van de Slag bij Wagram

## Nasleep

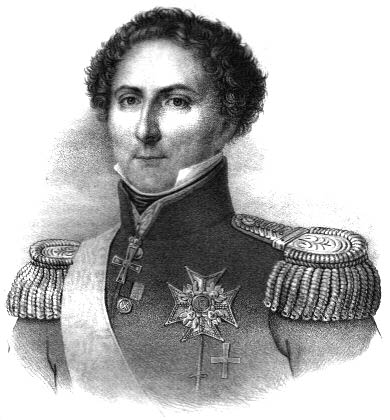
Jean-Baptiste Bernadotte, de latere koning Karel XIV Johan van Zweden

Na de nederlaag bij Wagram trok Aartshertog Karel zijn troepen terug naar het noorden, in de hoop te kunnen hergroeperen. De Fransen hadden ook zware verliezen geleden en konden pas twee dagen later de achtervolging inzetten. Op 10 juli haalden de Fransen de Oostenrijkers in bij Znaim (nu Znojmo in Tsjechië). De Oostenrijkers beseften dat ze kansloos waren en stelden een wapenstilstand voor. De Franse generaal Auguste de Marmont weigerde echter een wapenstilstand te sluiten. Na twee dagen van zware gevechten bereikte het nieuws Napoleon, die onmiddellijk bevel gaf aan Marmont om de gevechten te staken. Op 12 juli werd de wapenstilstand alsnog getekend.
Op 14 oktober werd de Vrede van Schönbrunn getekend in het Schönbrunn-paleis in Wenen. Frankrijk kon de vredesvoorwaarden aan het vernederde Oostenrijk dicteren, waarbij de Oostenrijkers grote gebieden moesten afstaan aan Frankrijk en diens vazalstaten. Ook sloten Frankrijk en Oostenrijk een bondgenootschap.
Macdonald werd voor zijn rol in de veldslag benoemd tot maarschalk van Frankrijk en hertog van Tarento. Ook Oudinot werd benoemd tot Maarschalk van Frankrijk en kreeg een hertogstitel. Marmont werd benoemd tot maarschalk van Frankrijk en gouverneur van de nieuwe Illyrische Provincies, die Oostenrijk bij de Vrede van Schönbrunn aan Frankrijk had afgestaan. Maarschalk Berthier kreeg de erfelijke titel Prince de Wagram, Masséna kreeg de titel Prince d'Essling en Davout werd Prince d’Eckmühl.
Bernadotte liet direct na de Slag bij Wagram een dagorder uitgaan dat de overwinning voornamelijk te danken was geweest aan de Saksische troepen onder zijn bevel. Dit wekte de woede van Napoleon, die de verklaring onmiddellijk liet intrekken en Bernadotte zijn bevel ontnam omdat hij zijn troepen tijdens de veldslag zou hebben teruggetrokken. De breuk tussen Napoleon en Bernadotte zou verreikende gevolgen hebben. Bernadotte keerde gepikeerd terug naar Parijs en kreeg nog korte tijd het bevel over de verdediging van Walcheren (waar de Britten een inval hadden gedaan, zie Walcherenexpeditie) voordat Napoleon hem verving met Bessières. Het volgende jaar accepteerde Bernadotte een aanbod om kroonprins van Zweden te worden. Tijdens de Slag bij Leipzig bleek Bernadotte een geduchte tegenstander van Napoleon. Hij versloeg ook de Franse bondgenoot Denemarken en dwong de Denen om Noorwegen aan Zweden af te staan. In 1818 werd hij koning van Zweden en Noorwegen als Karel XIV Johan. Hij werd hiermee de stamvader van het huidige Zweedse koningshuis Bernadotte.

## Massagraven en plek slagveld
Bij de aanleg van de Marchfeld-Schnellstraße (S8) tussen Oostenrijk en Slowakije, stuitte men in 2017 bij Deutsch-Wagram op een groot aantal massagraven. Archeologen stelden aan de hand van de bij de opgraving gevonden botten, knopen, fluiten en geweerkogels, vast dat het hier ging om massagraven van de soldaten die waren gesneuveld bij de Slag om Wagram. Schattingen lopen uiteen van 55.000 tot 78.000 (33.000 aan Franse en 45.000 aan Oostenrijkse zijde) gesneuvelden. Hierdoor kon ook de plaats van het strijdtoneel vastgesteld worden. 
De archeologen stelden door botonderzoek vast dat de soldaten reeds aan het begin van de strijd al leden aan onder meer scheurbuik, longontsteking en gewrichtsinfecties, waarschijnlijk ten gevolge van het maandenlange verblijf in de slechte en primitieve kampementen. Op het slagveld won Napoleon de strijd met 154.000 soldaten tegen het Oostenrijkse leger van 158.000 man, dat werd aangevoerd door aartshertog Karel van Oostenrijk-Teschen.